# Élections législatives de 1951 dans la Haute-Loire
Les élections législatives françaises de 1951 se tiennent le 17 juin. Ce sont les deuxièmes élections législatives de la Quatrième République.

## Mode de scrutin
Représentation proportionnelle plurinominale suivant la méthode du plus fort reste dans 103 circonscriptions, conformément à la loi des apparentements : les listes qui se sont « apparentées » avant l'élection remportent tous les sièges de la circonscription si leurs voix ajoutées obtiennent la majorité absolue des suffrages exprimés. Il y a 629 sièges à pourvoir.
Le vote préférentiel est admis. 
Dans le département de la Haute-Loire, quatre députés sont à élire.

## Candidats

### Liste d'Union des indépendants, des paysans et des républicains nationaux
| N° | Candidats | Candidats        | Parti     | Principales fonctions |
| -- | --------- | ---------------- | --------- | --- |
| 01 |           | Paul Antier      | CNIP-PPUS | Conseiller général du canton du Monastier-sur-Gazeille, Président du Parti paysan Secrétaire d'État à l'Agriculture, député sortant |
| 02 |           | Jean Deshors     | CNIP      | Cultivateur, maire de Blanzac, conseiller général du canton de Saint-Paulien, député sortant                                        |
| 03 |           | Eugène Pébellier | CNIP      | Ancien négociant, Le Puy |
| 04 |           | Paul Michel      | CNIP      | Imprimeur à Yssingeaux |

### Liste d'action familiale, rurale et sociale présentée par leMRP
| N° | Candidats | Candidats         | Parti | Principales fonctions                          |
| -- | --------- | ----------------- | ----- | ---------------------------------------------- |
| 01 |           | Noël Barrot       | MRP   | Pharmacien, maire d'Yssingeaux, député sortant |
| 02 |           | Albert Bertrand   | MRP   | Maire d'Auteyrac                               |
| 03 |           | François Teissier | MRP   | Avocat au Puy                                  |
| 04 |           | Marcel Orfeuvre   | MRP   | Employé SNCF, Le Puy                           |

### Liste du Parti communiste français
| N° | Candidats | Candidats        | Parti | Principales fonctions                                       |
| -- | --------- | ---------------- | ----- | ----------------------------------------------------------- |
| 01 |           | Alfred Biscarlet | PCF   | Instituteur, député sortant, Langeac                        |
| 02 |           | Maurice Fabre    | PCF   | Cultivateur, ancien résistant                               |
| 03 |           | Marcel Roure     | PCF   | Secrétaire de la section départementale de la CGT, cheminot |
| 04 |           | Jean Mauras      | PCF   | Instituteur, Le Puy                                         |

### Liste du Parti radical-socialiste, de l'UDSR et du RGR
| N° | Candidats | Candidats           | Parti   | Principales fonctions |
| -- | --------- | ------------------- | ------- | --- |
| 01 |           | Camille Perrin      | RGR     | Industriel (entrepreneur de poteaux PTT), Salzuit, conseiller général du canton de Paulhaguet                                |
| 02 |           | Maurice Chantelauze | Radical | Garagiste à Vichy, préfet honoraire, conseiller général du canton de La Chaise-Dieu                                          |
| 03 |           | Joseph Jourde       | UDSR    | Professeur à l'École nationale professionnelle de Saint-Étienne                                                              |
| 04 |           | Charles Guillon     | Radical | Délégué auprès de la Croix-Rouge internationale, conseiller général du canton de Tence, maire du Chambon-sur-Lignon, pasteur |

### Liste du parti socialiste SFIO
| N° | Candidats | Candidats      | Parti | Principales fonctions                                                      |
| -- | --------- | -------------- | ----- | -------------------------------------------------------------------------- |
| 01 |           | René Chazelle  | SFIO  | Magistrat, conseiller général du canton de Blesle                          |
| 02 |           | Félix Amargier | SFIO  | Cultivateur au Brignon, conseiller général du canton de Solignac-sur-Loire |
| 03 |           | Jean Nomblot   | SFIO  | Mineur retraité, Prades, conseiller général du canton de Langeac           |
| 04 |           | Victor Ruel    | SFIO  | Cultivateur, ancien résistant, maire de Saint-Jeures                       |

### Liste du Rassemblement du peuple français
| N° | Candidats | Candidats      | Parti | Principales fonctions |
| -- | --------- | -------------- | ----- | --------------------- |
| 01 |           | Jean Duranton  | RPF   | Notaire               |
| 02 |           | Henri Garnier  | RPF   | Avocat à Yssingeaux   |
| 03 |           | Roger Sabatier | RPF   | Laitier               |
| 04 |           | Louis Bernard  | RPF   | Cultivateur           |

## Élus
| Député sortant   | Parti | Parti | Député élu ou réélu                    | Parti | Parti |
| ---------------- | ----- | ----- | -------------------------------------- | ----- | ----- |
| Alfred Biscarlet |       | PCF   | Eugène Pébellier (père) décédé en 1952 |       | CNIP  |
| Noël Barrot      |       | MRP   | Noël Barrot                            |       | MRP   |
| Paul Antier      |       | CNIP  | Jean Pupat                             |       | CNIP  |
| Jean Deshors     |       | CNIP  | Jean Deshors                           |       | CNIP  |

## Résultats

### Résultats à l'échelle du département
- Les listes du CNIP, du MRP et du RPF se sont apparentées.
- Leurs voix cumulées représentant plus de 50% des exprimés, tous les sièges sont répartis à la proportionnelle entre les partis apparentés.

| Parti    | Parti        | Tête de liste    | Résultats | Résultats | Sièges |  |
| Parti    | Parti        | Tête de liste    | Voix      | %         |        |  |
| -------- | ------------ | ---------------- | --------- | --------- | ------ |  |
|          | CNIP *       | Paul Antier      | 42 175    | 37,99     | 3      |  |
|          | MRP *        | Noël Barrot      | 19 595    | 17,65     | 1      |  |
|          | PCF          | Alfred Biscarlet | 17 443    | 15,71     | 0      |  |
|          | Rad-UDSR-RGR | Camille Perrin   | 25 593    | 8,75      | 0      |  |
|          | SFIO         | René Chazelle    | 10 388    | 9,36      | 0      |  |
|          | RPF *        | Jean Duranton    | 9 703     | 8,74      | 0      |  |
|          |              |                  |           |           |        |  |
| Inscrits | Inscrits     | Inscrits         | 144 707   | 100,00    | 4      |  |
| Votants  | Votants      | Votants          | 113 969   | 78,76     |        |  |
| Exprimés | Exprimés     | Exprimés         | 111 010   | 97,40     |        |  |